# Joseph Anton Specht
Joseph Anton Specht, né le 28 février 1828 à Lindenberg (royaume de Bavière) et mort le 14 avril 1894 à Vienne, est l'alpiniste autrichien le plus actif de sa génération.

## Biographie
Fils de paysan, il est un petit-fils de l'architecte Johann Georg Specht (1721–1803) qui a dessiné les plans de l'abbatiale de Wiblingen. Il commença un apprentissage d'employé de commerce en 1845 à Nuremberg et a travaillé pour une compagnie d'exportation à Vienne dès 1849. Il est devenu associé en 1854.
Il se tourna vers l'alpinisme dans les années 1850, en escaladant le Grossglockner, le Grossvenediger et la Wildspitze en 1857. Bien que méconnu et oublié, Joseph Anton Specht est l'auteur, de 1860 à 1870, de nombreuses conquêtes de sommets des Alpes suisses, des Alpes de l'Ötztal et des Alpes de Stubai. Cofondateur du Club alpin allemand en 1869 puis membre du Club alpin germano-autrichien, il a contribué à la naissance de l'alpinisme sportif en Autriche.

## Ascensions principales
- 1861 - Première ascension du Weisskugel avec L. Klotz, N. Klotz
- 1863 - Première ascension du Zuckerhütl avec Alois Tanzer
- 1864 - Nouvel itinéraire sur le Gran Zebrù
- 1864 - Première ascension du Dremelspitze avec Franz Pöll
- 1864 - Première ascension du Hoher Riffler avec Franz Pöll
- 1865 - Première ascension du Piz Buin avec Johann Jakob Weilenmann, Jakob Pfitscher et Franz Pöll
- 1865 - Première ascension du Crast' Agüzza avec Johann Jakob Weilenmann, Franz Pöll et Jakob Pfitscher, par l'arête ouest
- 1869 - Première ascension du Parseierspitze avec Peter Siess